# گکوهای کالدونیای جدید
گکوهای کالدونیای جدید (نام علمی: Bavayia) نام یک سرده از تیره دوگانه‌انگشتان است.